# Turopolje (Vogelschutzgebiet)
Das europäische Vogelschutzgebiet Turopolje liegt in Kroatien südöstlich von Zagreb. Es wird von der Odra durchflossen, die nordöstliche Grenze wird von der Save gebildet. Zwischen beiden Flüssen befinden sich ausgedehnte Grünlandflächen, die von einem hohen Grundwasserstand und häufigen Überschwemmungen geprägt werden. Im Südwesten reicht das Gebiet bis an die Bahnlinie Zagreb-Sisak.
Das Gebiet wurde im Jahr 2013 als Vogelschutzgebiet gemeldet.

## Schutzzweck
Folgende Vogelarten sind für das Gebiet gemeldet; Arten, die im Anhang I der Vogelschutzrichtlinie geführt sind, sind mit * gekennzeichnet:
| Bild               | Anhang I | EU Code | Art                | wissenschaftlicher Name |
| ------------------ | -------- | ------- | ------------------ | ----------------------- |
| Eisvogel           | *        | A229    | Eisvogel           | Alcedo atthis           |
| Schreiadler        | *        | A089    | Schreiadler        | Aquila pomarina         |
| Weißstorch         | *        | A031    | Weißstorch         | Ciconia ciconia         |
| Schwarzstorch      | *        | A030    | Schwarzstorch      | Ciconia nigra           |
| Kornweihe          | *        | A082    | Kornweihe          | Circus cyaneus          |
| Wiesenweihe        | *        | A084    | Wiesenweihe        | Circus pygargus         |
| Wachtelkönig       | *        | A122    | Wachtelkönig       | Crex crex               |
| Mittelspecht       | *        | A238    | Mittelspecht       | Dendrocopos medius      |
| Schwarzspecht      | *        | A236    | Schwarzspecht      | Dryocopus martius       |
| Halsbandschnäpper  | *        | A321    | Halsbandschnäpper  | Ficedula albicollis     |
| Seeadler           | *        | A075    | Seeadler           | Haliaeetus albicilla    |
| Neuntöter          | *        | A338    | Neuntöter          | Lanius collurio         |
| Schwarzstirnwürger | *        | A339    | Schwarzstirnwürger | Lanius minor            |
| Wespenbussard      | *        | A072    | Wespenbussard      | Pernis apivorus         |
| Grauspecht         | *        | A234    | Grauspecht         | Picus canus             |
| Habichtskauz       | *        | A220    | Habichtskauz       | Strix uralensis         |
| Sperbergrasmücke   | *        | A307    | Sperbergrasmücke   | Sylvia nisoria          |